# 朱罗王朝
朱羅王朝（'ʧoːɻə），又名注輦，是10世紀至13世紀时印度半岛古国，其地在今泰米爾納德邦。朱羅王朝最早起源于高韦里河流域，以欧赖宇尔（Urayur）为国都。朱羅王朝的統治者們曾經征服印度半島南部，吞併斯里蘭卡，并佔領了馬爾代夫，甚至還成功地入侵馬來群島的王國。在公元1010年至1200年期間，領土南到馬爾代夫群島，最北到安得拉邦的達戈達瓦里河沿岸。朱羅王朝在13世紀進入衰退，隨著潘地亞王朝的崛起而最終滅亡。

## 早期历史
早期朱羅的历史来自泰米爾桑格姆文学，兩位國王喀里佧剌（Karikala）和克僧干楠（Kocengannan）較有名。
7世紀初，唐代高僧玄奘《大唐西域記》称朱羅为珠利耶國：“周二千四五百里。國大都城周十餘里。土野空曠，藪澤荒蕪…城東南不遠，有窣堵波。無憂王之所建也。如來在昔曾於此處現大神通，說深妙法……城西不遠，有故伽藍。提婆菩薩與羅漢論議之處。”

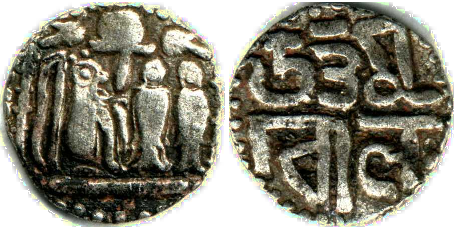
朱羅早期的銀幣

## 中世纪
9世纪中叶韦迦亚剌雅王（Vijayalaya 在位848年－871年）奋起，夺取坦贾武尔（Thanjavur），设为国都，建立朱羅韦迦亚剌雅王朝。
985年罗茶罗乍（Raja Raja Chola I）登位，雄才大略，扩展朱羅疆域，南至錫蘭，北達羯陵迦（Kalinga），統一南印度。罗茶罗乍还征服溜山國。

#### 拉真陀罗一世
罗茶罗乍去世后，其子拉真陀罗继位，他雄才大略，而且善于征战，将朱罗领土扩张到极致。他不但全取了斯里兰卡全岛，攻占了羯陵伽、南乔萨罗地区，还挥师北上战胜孟加拉的帕拉王朝，占领恒河下游。他出动了众多人力物力，用大象将恒河水运到了南印度的高韦里三角洲，装满一个湖，并在此地建立新都恒伽孔达-朱罗普兰。
1017年，三佛齐王国征服爪哇后，开始借着垄断东西海上贸易的地利，向来往商船征收重税，对朱罗王朝的东西方贸易带来不小影响。拉真陀罗派遣使者向三佛齐交涉不果，又派出舰队向三佛齐示威，但三佛齐拒不让步。拉真陀罗一怒之下，派出舰队跨海远征三佛齐，成功攻占了马来半岛，攻克了三佛齐首都巨港，占领了苏门答腊岛和爪哇岛的一部分。朱罗王朝成功灭亡了南洋历史上的首个强权—三佛齐，随后将势力范围又进一步扩张到缅甸和柬埔寨海岸。

#### 罗阇帝罗阇、拉真陀罗二世和毗罗罗贞陀罗
1044年，在拉真陀罗去世后，其子罗阇帝罗阇·朱罗一世继承了王位。他是一个非常出众的战士，是朱罗王朝最强大最勇敢的战士之一，而其父拉真陀罗也非常注重军事，因此早年获得了父亲的赏识，还在1018年就被立为共治皇帝。他协助父亲南征北讨，经常身先士卒，如同项羽，但他处理内政的能力在兄弟当中相对较弱。因此他继位后，就将自己的弟弟立为共治皇帝和继承人，让弟弟负责管理全国内政，自己则负责征战。但在1052年征讨遮娄其王朝的时候，身先士卒的罗阇帝罗阇不慎战死沙场，其弟兼共治皇帝马上继位，是为拉真陀罗·朱罗二世，并马上接过战场指挥权，击溃了敌人，赢得了战争的胜利，可见他不但善于内政治理，也是一个出色的统帅。
拉真陀罗·朱罗二世统治了不到12年，他稳定了朱罗的内政，同时他出众的军事才能也让他多次击退了强敌。但在其长子rajamahendra去世后，尽管他还有5个儿子，2个孙子，但还是决定把自己的弟弟——曾经担任过锡兰总督的毗罗罗贞陀罗立为继承人。毗罗罗贞陀罗曾经担任包括锡兰总督在内的多个地方主官，内政治理经验十分丰富，也是一个出色的军事家。在他继位后，也和自己的哥哥一样稳定了内政，还北上出征遮娄其王朝，攻克了其首都卡里亚尼，扶持了维克拉玛蒂亚六世为遮娄其皇帝。但他的统治只维持了不到7年的时间，就因为年迈而去世。
在毗罗罗贞陀罗去世后，朱罗王朝出现了王位继承争议，因为毗罗罗贞陀罗的两个哥哥子女众多（拉真陀罗二世有6个儿子，罗阇帝罗阇儿子数量甚至还更多），而毗罗罗贞陀罗制定的继承人阿迭·拉金德拉被杀，引发了朱罗王朝的内乱。此时，锡兰的僧伽罗人、南印度的潘地亚等地的复国势力趁机作乱，西遮娄其王朝也趁机干涉。最终，来自东遮娄其王朝的罗阇罗阇·纳兰德拉赢得了胜利，平定了潘地亚的乱军，驱逐了西遮娄其帝国，登上王位，但锡兰的朱罗驻军并未阻止僧伽罗人统一全岛，导致朱罗王朝失去锡兰的控制权。

## 晚期歷史（公元1070-1279年）
公元1070年，毗罗·拉金德拉·朱罗（Virarajendra Chola）去世，他的女婿——西遮婁其王子維克拉瑪蒂亞六世得知消息後，在他內弟阿迭·拉金德拉·朱罗（Athirajendra Chola）的請求下，派兵經建志城進入朱羅首都，幫助阿迭·拉金德拉奪得王位。但遮婁其勢力的介入引起了不少朱羅貴族的不滿，而且阿迭·拉金德拉也並未通過戰功或者治理地方證明自己的能力，甚至羅阇帝羅阇和拉金德拉二世的兒子們也仍然在世，對王位都有想法。種種因素導致阿迭·拉金德拉剛即位不久，首都就出現內亂，阿迭·拉金德拉在內亂中被殺。最終罗闍罗闍·纳兰德拉（Rajaraja Narendra）的兒子库罗通伽·朱罗（Kulothunga Chola）結束了亂局，登上了王位，朱罗与东遮娄其王朝合并，又称朱罗-遮娄其王国。朱羅王朝後期開始。
此後，朱羅王朝的統治仍然穩固、領土完整，直到库罗通伽·朱罗（Kulothunga Chola三世）之前都非常穩定。但到了1215年，在他的統治下朱羅王朝被1190年复国的潘地亚的摩罗伐摩·孙达罗（Maravarman Sundara Pandiyan II）所擊敗。隨後，朱羅王朝也失去了斯里蘭卡的控制，被復興的僧伽羅人趕走。
此後，南方的潘地亚實力逐漸增強，并最終導致朱羅王朝于公元1279年滅亡。当时的潘地亚国王是查太伐摩·孙达罗（Jatavarman Sundara）。
朱罗王朝灭亡后，中国依然称呼印度南部为注辇，明朝史籍称为琐里、西洋琐里。

## 人口
在公元1048年左右，朱罗王朝核心地区人口达1480万，算上哲罗、案达罗、羯陵伽等附庸国，和锡兰、克里希纳河平原、孟加拉等地，人口达三千余万。

## 军事
在中世纪，朱罗王朝建立了一支组织度高、纪律性好的军队，在日后的扩张中发挥了极其重要的作用。
和同期的其他印度军队不同，朱罗王朝的军队都受过专业的训练，士气高，有很强的尚武传统。

### 军队组成
大军团（Senais）
朱罗王朝的常备军被组建成若干个Senais（以下称大军团），是朱罗军队当中最大的编制。每个大军团的组成视乎其驻地和任务而定。在王朝的不同时期，大军团的数量从1个到3个不等。
军团（Thalam）
一个大军团（Senai）被分为若干个军团（Thalam），由一名将军（Thalapathi）指挥。每个军团在很多物资上实现自给，有自己的武器库和相关的军需品资源，军团编制如下：
3个战象团（Yanaipadai），每个团300-500头大象
3个骑兵团（Kudhiraipadai），每个团500-1000骑
6个步兵团（Kaalaatpadai），各2000到3000名步兵
2个辅助团（Thalpadai），1000-2000步兵、500-1000骑，多用作后卫部队，也曾作为游击部队使用。
2个卫生营（Marathuvarani），每个200-300名医师，全部配马
1-2个突击团（Oosipadai ），人数不明
每个军团共900-1500头战象、2500-5000骑兵、14000-22000步兵（不算突击团）、400-600名医师。
最大数目：1500头战象、5000骑、22000步兵、600医师，总数约30000人（未算上突击团）。
师（Ani）
一个军团通常被划分为三个师（Ani），编制如下：
1个战象团
1个骑兵团
2个步兵团
2个辅助团

### 海军
除了不能直接参与海战的骑兵与大象，朱罗军队的步兵在需要海上作战时被大量分配给海军担任陆战队。印度本地特色的弓箭手，一直被其他文明公认为精锐力量，自然可以在战船上提供优质火力。武士阶层出生的重步兵，习惯以高质量的铁剑为武器，并用盾牌挡住对手攻击。至于专门被招募入伍的沿海珍珠采集者，也被要求在混战中下水，破坏敌方的船锚等关键设置。他们甚至通过东来的阿拉伯人转手，获得了源自叙利亚地区的希腊火技术。这也让他们在东方水域的战斗中，显得无往不利。其战船甚至配备了弩炮和投石机，用以投掷燃烧弹。
虽然船只的技术基础没有非常明显的长进，但步伐不大的升级还是让朱罗舰队能够横行一时。朱罗人在当时就已经将平底船航海发展到了极致，造出了可以搭载400名战士的巨型战舰，甚至还造出了逆风航行能力良好的三桅帆船。同时辅以专门用来两翼包抄的快船和各类小艇，组成分工明确的大型舰队。如果有贵胄随军督战，也能搭乘更高规格的皇室游艇。

## 与中国（宋朝）的关系
朱罗王朝与宋朝的关系良好，曾经在宋真宗大中祥符八年(1015年)，遣使朝貢。
宋元时期，注輦国和中国有交通。宋代《嶺外代答》、《諸蕃誌》各有专条。从中国前往注輦，可从泉州乘海舶，取道故臨，再轉搭小船可達注輦国；也可取道蒲甘前往。

##### 《诸蕃志》对朱罗王朝的记载
注輦都城有七重，城高七尺，第一、二城為民居，有環城水濠隔離。第三、四城為官府，第五、六城為王府，第七重為王宮。注輦国好战，畜養戰象六萬，每頭戰象高七八尺，象背馱小屋，戰士用弓箭遠戰，和近距離用長矛格殺，战士英勇善戰，視死如歸，戰勝者得到獎旗表功。

## 歷代君主
早期朱羅 約前400年-200年
- Ellalan
- Kulakkottan
- Ilamchetchenni
- 迦厘迦罗 Karikala 約190年
- Nedunkilli
- Nalankilli
- Killivalavan
- Kopperuncholan
- Kochchenganan
- Perunarkilli

中間期 約200年-848年 

中期朱罗
- 维阇耶洛耶·朱罗 Vijayalaya Chola	848–891(?)
- 阿迭多·朱罗一世 Aditya Chola I	891–907
- 婆兰多迦·朱罗一世 Parantaka Chola I	907–950
- 健陀罗阿迭多·朱罗 Gandaraditya Chola	950–957
- 阿邻阇耶·朱罗 Arinjaya Chola	956–957
- 孙陀罗·朱罗 Sundara Chola	957–970
- 优达摩·朱罗 Uttama Chola	970–985
- 罗阇罗阇·朱罗一世 Rajaraja Chola I	985–1014
- 罗贞陀罗·朱罗一世 Rajendra Chola I	1012–1044
- 罗阇帝罗阇·朱罗一世 Rajadhiraja Chola	1018–1054
- 罗贞陀罗·朱罗二世 Rajendra Chola II	1051–1063
- 毗罗罗贞陀罗·朱罗 Virarajendra Chola	1063–1070
- 阿提罗贞陀罗·朱罗 Athirajendra Chola	1067–1070

晚期朱罗
- 俱卢同伽·朱罗一世 Kulothunga Chola I	1070–1120
- 维罗摩·朱罗 Vikrama Chola	1118–1135
- 俱卢同伽·朱罗二世 Kulothunga Chola II	1133–1150
- 罗阇罗阇·朱罗二世 Rajaraja Chola II	1146–1173
- 罗阇帝罗阇·朱罗二世 Rajadhiraja Chola II	1166–1178
- 俱卢同伽·朱罗三世 Kulothunga Chola III	1178–1218
- 罗阇罗阇·朱罗三世 Rajaraja Chola III	1216–1256
- 罗贞陀罗·朱罗三世 Rajendra Chola III	1246–1279

## 资料来源
1. ↑  玄奘. .  10.
2. ↑  《明史》卷325：琐里，“近西洋琐里而差小”
《殊域周咨录》卷8：“琐里又曰西洋琐里……其国与伽蓝洲师子国相邻，或云南距柯枝，西濒海，自柯枝海行可三日至”。
3. ↑  《明会要》卷79
《东西洋考》卷2
《咸宾录》卷4
《续通典》卷149
《清一统志》卷424
《皇舆考》卷12
《外国词》
《裔乘》卷7
《明四夷考》卷下
《象胥录》卷5
4. 1 2  趙汝适. . . 注輦國，西天南印度也，東距海五里，西至西天竺千五百里，南至羅蘭二千五百里，北至頓田三千里。自古不通商，水行至泉州約四十一萬一千四百餘里。欲往其國，當自故臨易舟而行，或云蒲甘國亦可往。其國有城七重，高七尺，南北十二里，東西七里。每城相去百步，四城用磚，二城用土，最中城以木為之，皆植花菓雜木。第一第二城皆民居，環以小濠， 第三第四城侍郞居之，第五城王之四子居之，第六城為佛寺，百僧居之，第七城卽王之所居。屋四百餘區所，統有三十一部落。其西十二，曰只都尼、施亞盧尼、羅琶離鼈琶移、布林琶布尼、古檀布林蒲登、故里、婆輪岑、本蹄揭蹄、閻黎池离、那部尼、遮古林、亞里者林；其南八，日無雅加黎麻藍、眉古黎苦低、舍里尼、密多羅摩、伽藍蒲登、蒙伽林伽藍、琶里琶离游、亞林池蒙伽藍；其北十二，曰撥羅耶、無沒离江、注林、加里蒙伽藍、漆結麻藍、握折蒙伽藍、皮林伽藍、蒲稜和藍、堡琶來、田注离、盧娑囉、迷蒙伽藍。民有罪，命侍郞一員處治之，輕者縶於木格，笞五七十至一百，重者卽斬，或以象踐殺之。其宴則王與四侍郞膜拜于階，遂共作樂歌舞，不飲酒而食肉。俗衣布。亦有餅餌。掌饌執事用妓，近萬餘家，日輪三千輩祗役。其嫁娶先用金銀指環，使媒婦至女家，後三日會男家親族，約以田土、生畜、檳榔酒等，稱其有無為禮；女家復以金銀指環、越諾布及女所服錦衣遺壻。若男欲離女，則不敢取聘財，女欲却男，則倍償之。其國賦税繁重，客旅罕到。輿西天諸國鬭戰，官有戰象六萬，皆高七八尺，戰時象背立屋，載勇士，遠則用箭，近則用槊，戰勝者象亦賜號，以旌其功。國人尚氣輕生。或有當王前用短兵格鬭死而無悔。父子兄弟不同釜而爨，不共器而食，然甚重義。地產眞珠、象牙、珊瑚、玻璃、檳榔、豆蔲、琉璃、色絲布、吉貝布。獸有山羊、黃牛。禽有山鷄、鸚鵡。果有餘甘、藤蘿、千年棗、椰子、甘羅、崑崙梅、波羅蜜之類。花有白茉莉、散絲、虵臍、佛桑、麗秋、靑黃碧婆羅、瑤蓮、蟬紫、水蕉之類。五穀有綠黑豆、麥、稻。地宜竹。自昔未嘗朝貢。大中祥符八年，其主遣使貢眞珠等，譯者導其言曰：「願以表遠人慕化之意。」詔閤門祗侯史祐之館伴宴，錫恩例同龜兹使。適値承天節，其使獲預啓聖院祝壽。至熙寧十年，又貢方物，神宗遣內侍勞問之。其餘南尼華囉等國，不啻百餘，悉冠以西天之名。又有所謂王舍城者，俗傳自交趾之北至大理，大理西至王舍城不過四十程。按賈耽《皇華四達記》云，自安南通天竺，是有陸可通其國。然達麽之來，浮海至番禺，豈陸程迂迴，不如海道之迅便歟！

- 《古亚洲文明百科全书》，查尔斯·F.W.海厄姆著，王毅译，上海人民出版社，ISBN 978-7-208-07098-1

## 延伸阅读
[在维基数据编辑]
 《欽定古今圖書集成·方輿彙編·邊裔典·車離部》，出自陈梦雷《古今圖書集成》
 《欽定古今圖書集成·方輿彙編·邊裔典·注輦部》，出自陈梦雷《古今圖書集成》
 《欽定古今圖書集成·方輿彙編·邊裔典·珠利耶部》，出自陈梦雷《古今圖書集成》
 《欽定古今圖書集成·方輿彙編·邊裔典·瑣里部》，出自陈梦雷《古今圖書集成》
 《宋史/卷489》，出自脱脱《宋史》
 《明史卷三百二十五》，出自《明史》